# Club de Futbol Gavà
El Club de Futbol Gavà és el club de futbol més representatiu de la ciutat de Gavà. Va ser fundat l'any 1921 i actualment juga al Grup 3 de la Segona Catalana. El seu estadi és l'Estadi Municipal La Bòbila. L'adreça de l'estadi és: Passatge Elisenda de Montcada, 4 Codi Postal 08850 Gavà, i les oficines del club es troben al mateix estadi.

## Història
El 26 de maig de 1921 l'Atlètic Gavà Foot-ball Club juga el seu primer partit, vestint samarreta blanca. Començà jugant a La Rambla i el 1924 passa al Camp de la Roca. Des de 1923 desapareix el "prefix" Atlètic i és conegut com a Gavà FC, adoptant els colors blaugranes. Entre 1925 i 1927 no hi ha activitat, o almenys no se'n coneix. El novembre de 1928 es reprén l'activitat futbolística a un nou camp, el de Les Colomeres, federant-se l'any següent. L'any 1939 les autoritats franquistes obligaren a canviar el nom a CF Gavà, i alterar els colors blaugranes pel blanc i verd. Tot i que molt aviat tornarien els colors blaugranes no ho faria el nom original.

## Palmarès
- Campió de 3a Divisió (2000-01)
- Subcampió de 3a Divisió (2001-02)
- Subcampió de la Copa Catalunya (2002-03)
- Subcampió de la Copa Federació (2002)

## Evolució de l'uniforme[1]
| 1941 | 1951 | 1966 | 1987 | 1996 | 2010 |

## Temporades
Fins a l'any 2018-19 el club ha militat 9 vegades a Segona Divisió B i 33 vegades a Tercera Divisió.
| - 1956-57: 3a Divisió 19è - 1958-59: 3a Divisió 10è - 1959-60: 3a Divisió 4t - 1960-61: 3a Divisió 12è - 1961-62: 3a Divisió 16è - 1965-66: 3a Divisió 19è - 1967-68: 3a Divisió 13è - 1968-69: 3a Divisió 12è - 1969-70: 3a Divisió 13è - 1977-78: 3a Divisió 8è - 1978-79: 3a Divisió 10è - 1979-80: 3a Divisió 15è | - 1980-81: 3a Divisió 15è - 1981-82: 3a Divisió 20è - 1983-84: 3a Divisió 16è - 1984-85: 3a Divisió 15è - 1985-86: 3a Divisió 20è - 1987-88: 3a Divisió 19è - 1993-94: 1a Div. Catalana 1r - 1994-95: 3a Divisió 6è - 1995-96: 2a Divisió B 7è - 1996-97: 2a Divisió B 12è - 1997-98: 2a Divisió B 6è - 1998-99: 2a Divisió B 20è | - 1999-00: 3a Divisió 10è - 2000-01: 3a Divisió 1r - 2001-02: 3a Divisió 2n - 2002-03: 2a Divisió B 17è - 2003-04: 3a Divisió 6è - 2004-05: 3a Divisió 9è - 2005-06: 3a Divisió 3r - 2006-07: 3a Divisió 4t - 2007-08: 2a Divisió B 3r - 2008-09: 2a Divisió B 10è - 2009-10: 2a Divisió B 19è - 2010-11: 3a Divisió 10è | - 2011-12: 3a Divisió 9è |